# Nova Santa Helena
Nova Santa Helena – miasto i gmina w Brazylii, w stanie Mato Grosso.